# Protaetia cyanea
Protaetia cyanea är en skalbaggsart som beskrevs av Ernst Gustav Kraatz 1886. Protaetia cyanea ingår i släktet Protaetia och familjen Cetoniidae. Utöver nominatformen finns också underarten P. c. nuristanica.